# Björn Sieber
Björn Sieber (Schwarzenberg, 5 marzo 1989 – Schwarzenberg, 26 ottobre 2012) è stato uno sciatore alpino austriaco specialista dello slalom gigante e della supercombinata.

## Biografia

### Stagioni 2005-2010
Attivo in gare FIS dal dicembre del 2004, Sieber venne convocato per la prima volta a una gara di Coppa Europa il 10 gennaio 2008 in occasione del supergigante di Hinterstoder (23º). Poco più di un mese dopo ottenne il primo importante risultato della carriera, vincendo la medaglia di bronzo nella medesima specialità ai Mondiali juniores di Formigal. Nel 2009 andò nuovamente a medaglia ai Mondiali juniores, disputati quell'anno a Garmisch-Partenkirchen; nello slalom gigante si piazzò infatti 2º, battuto solo dal francese Alexis Pinturault.
Con l'inizio della stagione 2009-2010 conquistò in slalom gigante il primo podio e l'unica vittoria in Coppa Europa, rispettivamente il 26 novembre a Levi (3º) e a San Vigilio l'11 dicembre. Il 13 dicembre 2009 fece il suo esordio in Coppa del Mondo nello slalom gigante di Val-d'Isère, dove non concluse la gara. Il 29 gennaio seguente con il 27º posto nel gigante di Kranjska Gora ottenne i primi punti nel circuito e il 26 febbraio seguente ottenne il suo miglior risultato in Coppa del Mondo, il 7º posto nella supercombinata di Bansko.

### Stagioni 2011-2012
Prese parte ai Mondiali di Garmisch-Partenkirchen 2011, sua unica presenza iridata, ottenendo il 22º posto nello slalom gigante e il 13º nella supercombinata; l'11 marzo dello stesso anno conquistò l'ultimo podio in Coppa Europa, a Sella Nevea in supergigante. Nella stagione 2011-2012 andò a punti in Coppa del Mondo in tre occasioni, nelle supercombinate disputate a Wengen, a Chamonix e, nella sua gara in Coppa del Mondo, a Soči Krasnaja Poljana il 12 febbraio (19º).
Il 26 ottobre 2012 perse la vita all'età di 23 anni in un incidente stradale: il minivan su cui era a bordo con il fratello uscì infatti di strada e precipitò per 70 metri nella scarpata sottostante; la sua ultima gara in carriera rimase così lo slalom speciale di Australia New Zealand Cup disputato a Mount Hutt l'11 settembre precedente, chiuso da Sieber al 26º posto.

## Palmarès

### Mondiali juniores
- 2 medaglie:
  - 1 argento (slalom gigante a Garmisch-Partenkirchen 2009)
  - 1 bronzo (supergigante a Formigal 2008)

### Coppa del Mondo
- Miglior piazzamento in classifica generale: 81º nel 2011

### Coppa Europa
- Miglior piazzamento in classifica generale: 10º nel 2010
- 4 podi:
  - 1 vittoria
  - 1 secondo posto
  - 2 terzi posti

#### Coppa Europa - vittorie
| Data             | Località    | Paese  | Specialità |
| ---------------- | ----------- | ------ | ---------- |
| 11 dicembre 2009 | San Vigilio | Italia | GS         |

Legenda:

GS = slalom gigante

### Campionati austriaci
- 1 medaglia[2]:
  - 1 oro (supergigante nel 2011)